# 灵严寺 (北京)
灵严寺，位于北京市门头沟区清水镇齐家庄村，是一座汉传佛教寺院。

## 简介
灵严寺位于清水镇齐家庄村。该寺创建于唐朝武德年间，元朝至正年间进行了大规模修缮，明朝成化二十二年（1486年）、嘉靖六年（1527年）重修。该寺坐北朝南，原来有山门殿，钟楼，鼓楼，太子殿，伽蓝祖师堂，天王殿，但在抗日战争期间被日军焚毁，现在仅存大雄宝殿。
大雄宝殿面阔三间，建筑面积118.5平方米，现存的梁架基本为元朝之物，殿内采用减柱法，檐下斗拱大而有力，檐下斗拱带替木，脊檩施用叉手，柱头设有卷刹，体现了元代建筑的手法。灵严寺大殿是北京地区少见的元代木结构建筑。1995年，“灵严寺大殿”被公布为第五批北京市文物保护单位。